# Muscle brachial
Le muscle brachial (ou muscle brachial antérieur ou muscle court fléchisseur de l'avant-bras) est un muscle du bras. Il est situé dans le plan profond de la loge brachiale antérieure. 

## Origine
Le muscle brachial nait des deux tiers inférieurs des faces latérales et médiales de l'humérus et du bord antérieur. Il adhère également aux septums intermusculaires latéral et médial du bras.

## Trajet et insertion
Les fibres du muscle brachial se dirigent verticalement vers le bas et convergent en un tendon qui se termine sur la tubérosité de l'ulna du processus coronoïde de l'ulna.
Le tendon libère parfois également une bandelette qui s'insère sur la face latérale du radius en contournant le muscle brachio-radial.

## Innervation
Le muscle brachial est innervé par le nerf musculocutané, branche terminale de la paire de racines rachidiennes cervicales C5-C6 du plexus brachial. Le nerf radial (C7) contribue également à l'innervation d'une petite partie latérale.

## Vascularisation
Le muscle brachial est vascularisé par une artère supérieure issue de l'artère brachiale, et une artère inférieure issue soit de l'artère brachiale, soit de l'artère collatérale ulnaire supérieure. Il existe également des artères accessoires, variables en nombre et pouvant être issues de l'artère brachiale ou de ses branches.

## Fonction
Le muscle brachial est essentiellement fléchisseur du coude. C'est l'un des trois principaux fléchisseurs du coude, avec le biceps brachial et le brachio-radial, ce dernier étant un muscle de la loge postérieure de l'avant-bras. Le gros tendon du brachial, associé à celui du biceps, contribue à la stabilité de l'articulation du coude. Le muscle brachial est le plus puissant fléchisseur de l'avant-bras au niveau du coude.

## Galerie

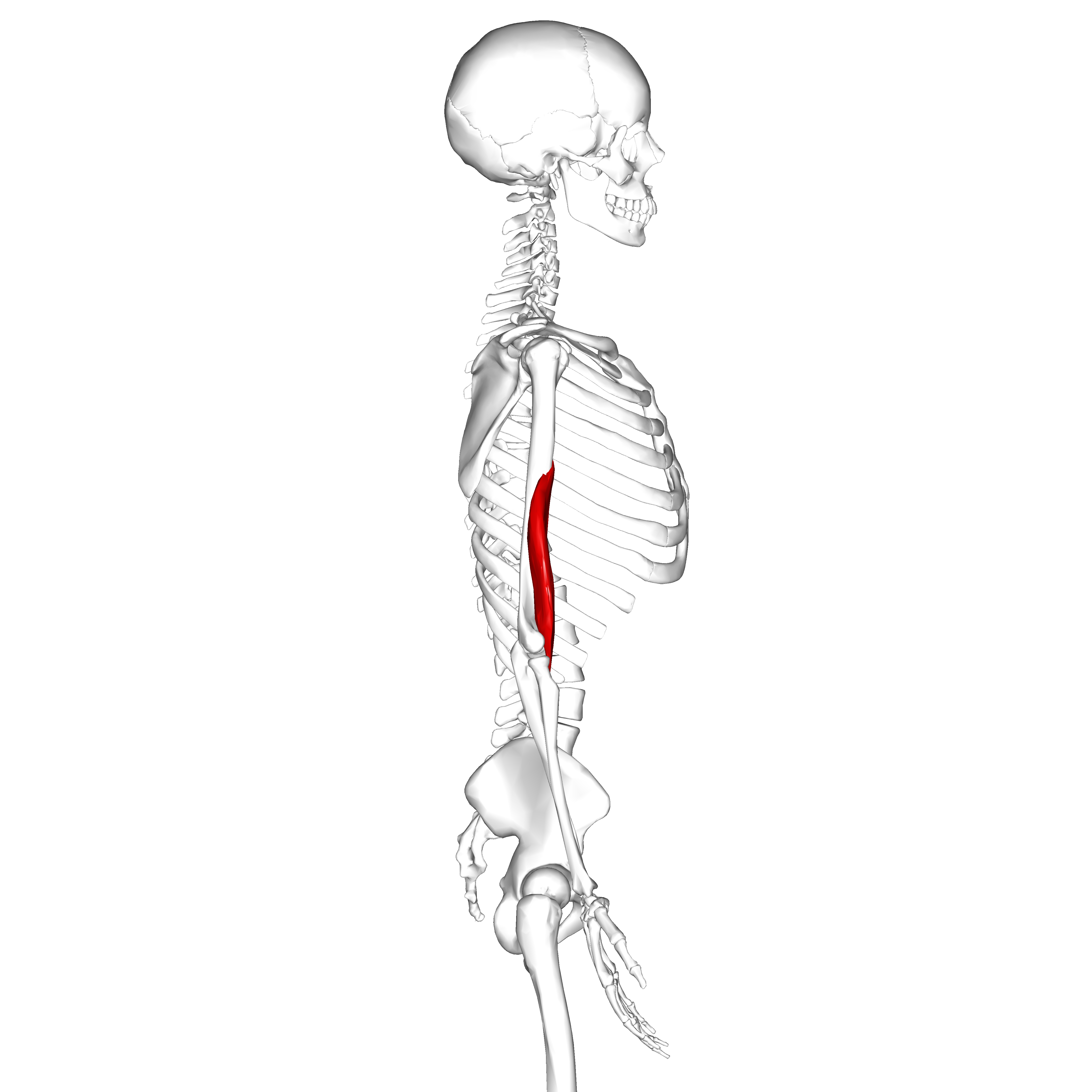
Vue latérale.
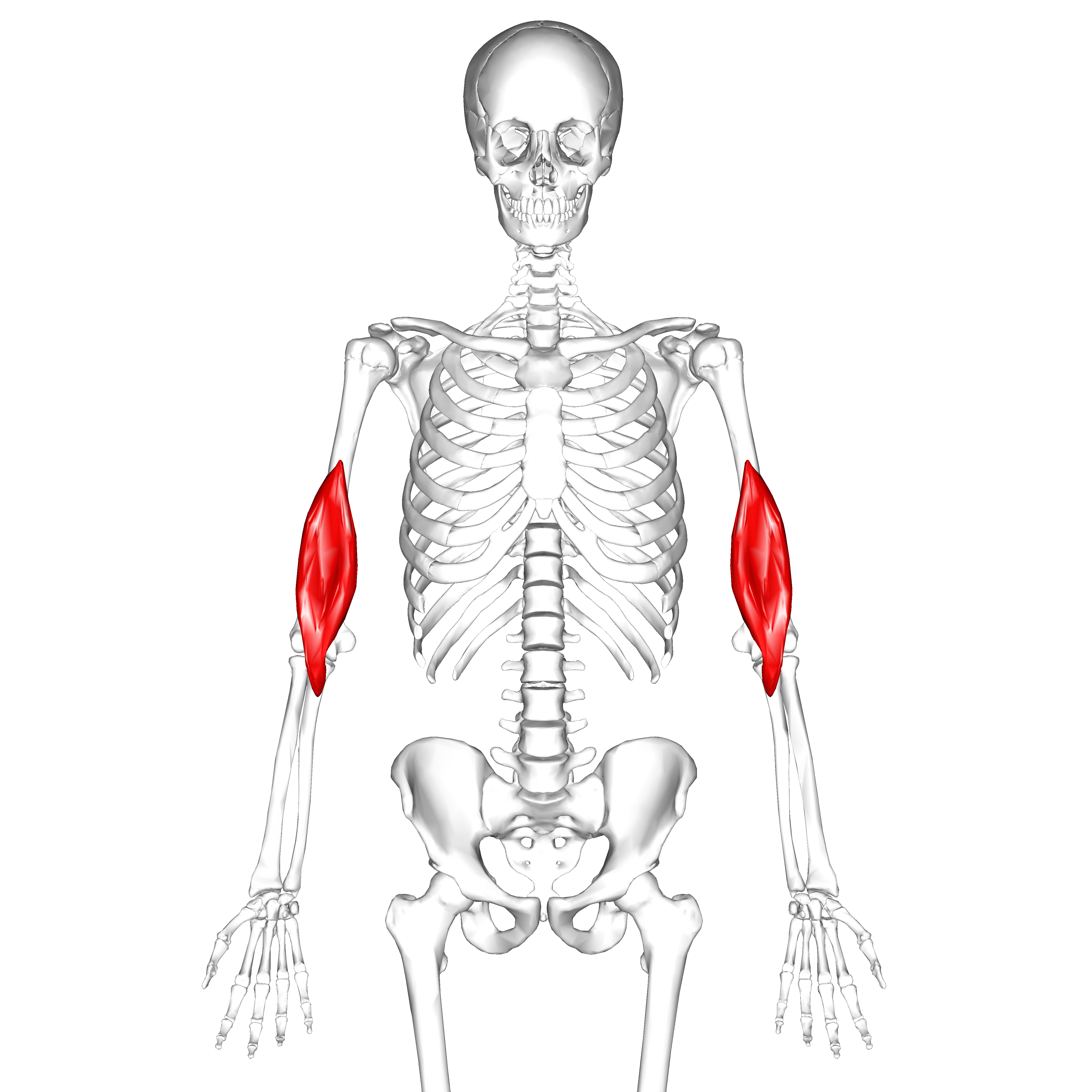
Vue antérieure.
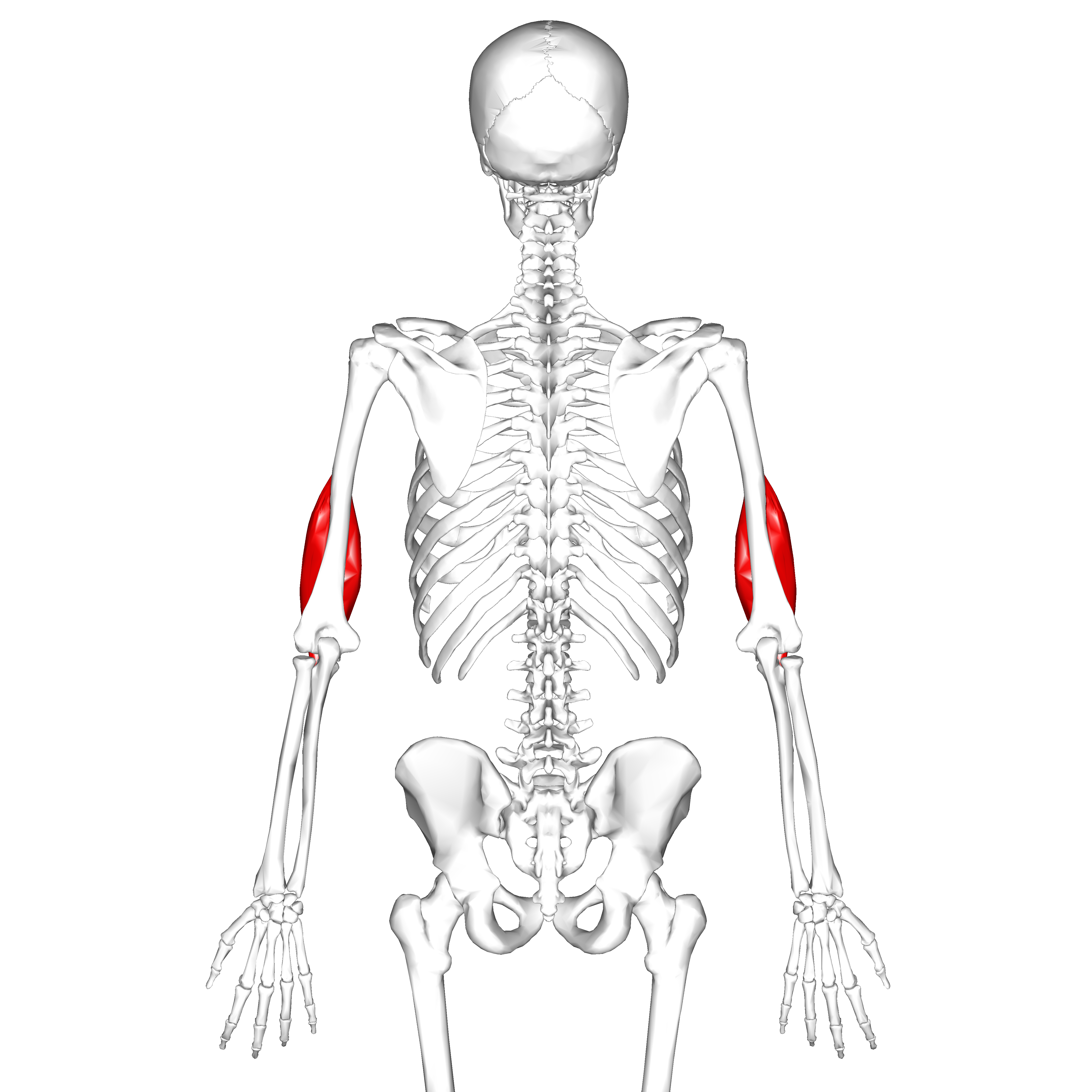
Vue postérieure.
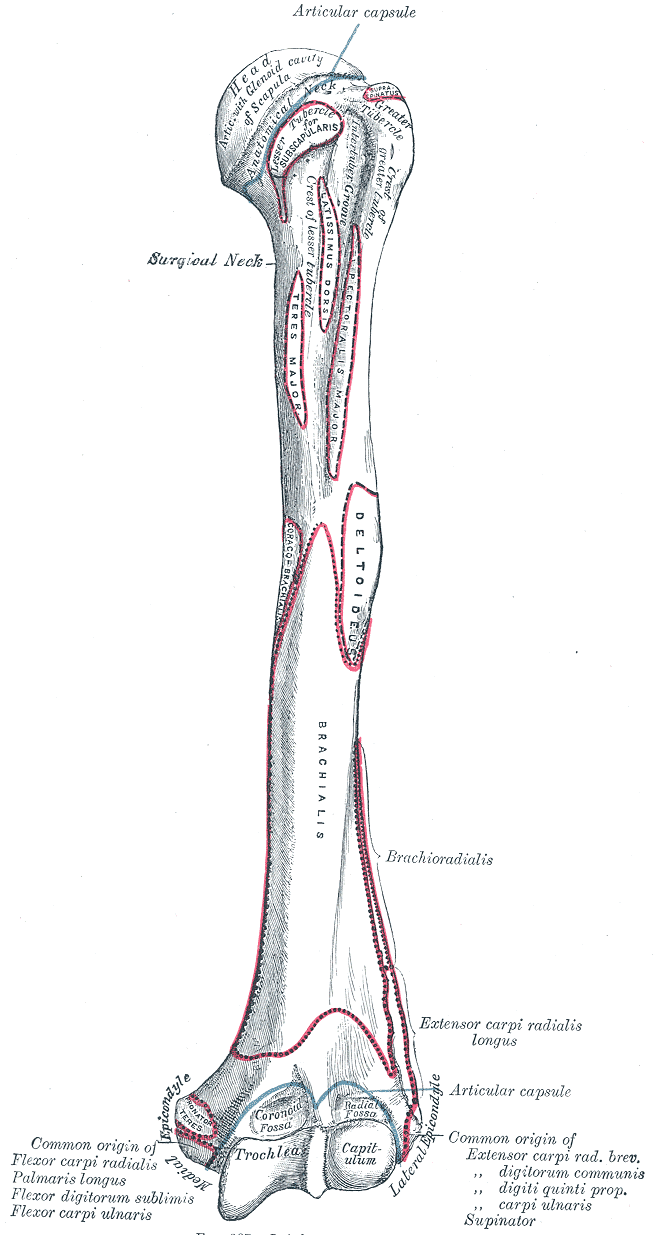
Origine humérale du muscle brachial (brachialis)
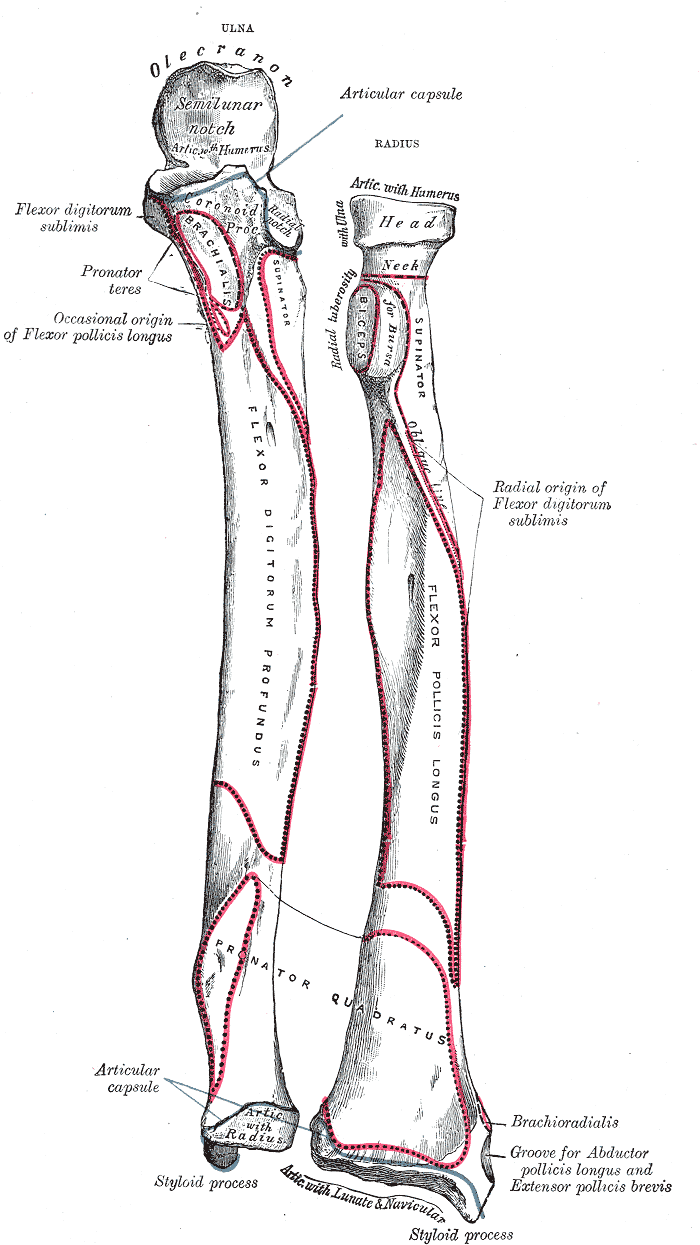
Insertion ulnaire du muscle brachial (brachialis)